# Girón (Ecuador)

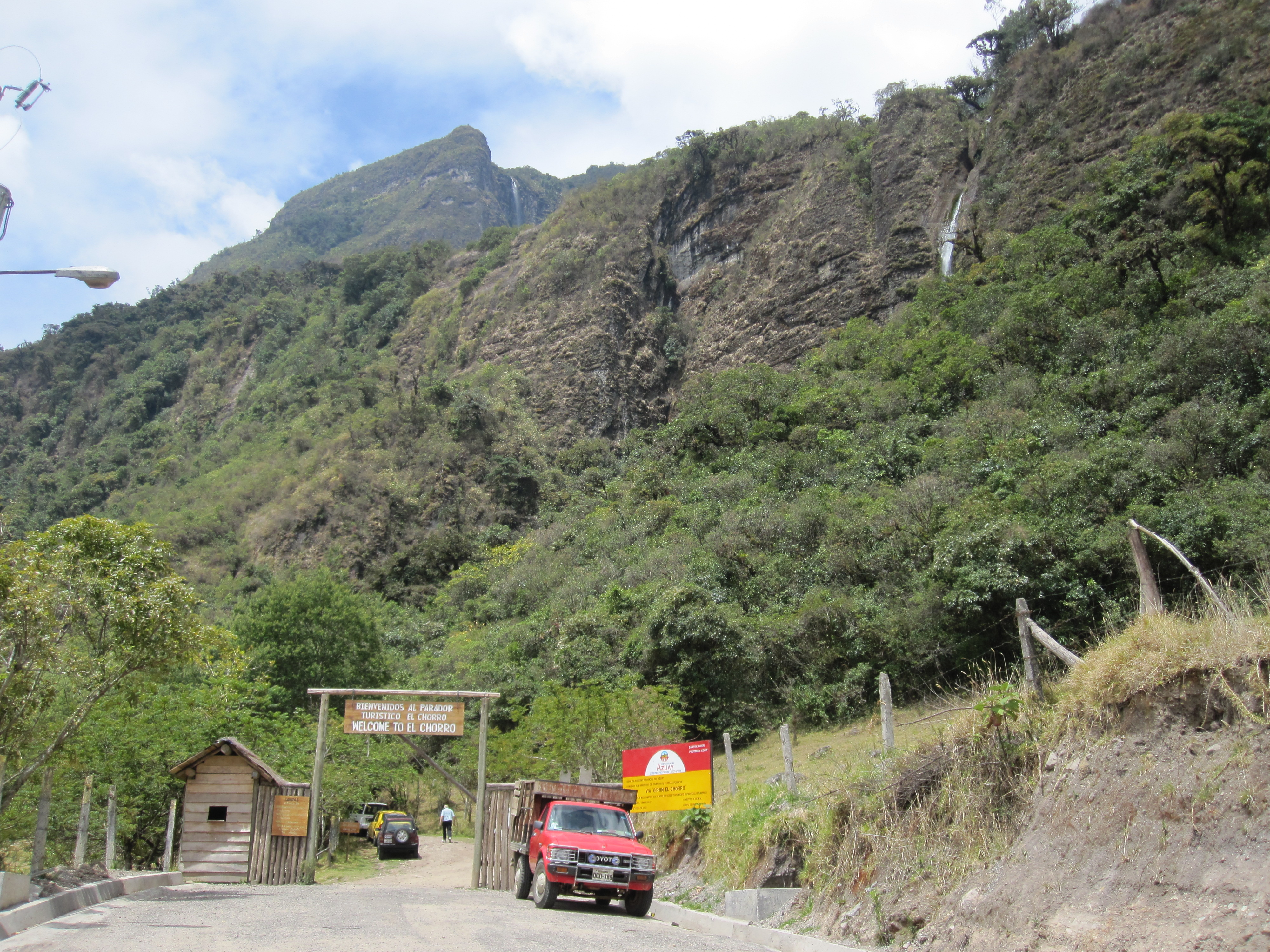
Chorro de Girón

Girón ist eine Kleinstadt und die einzige Parroquia urbana im Kanton Girón der ecuadorianischen Provinz Azuay. Girón ist Sitz der Kantonsverwaltung. Die Parroquia besitzt eine Fläche von 239,2 km². Die Einwohnerzahl der Parroquia betrug beim Zensus 2010 8437. Davon wohnten 4016 Einwohner im urbanen Bereich von Girón.

## Lage
Die Parroquia Girón befindet sich im zentralen Süden der Provinz Azuay. Das Gebiet liegt in den Anden. Der etwa 2080 m hoch gelegene Ort Girón befindet sich 33 km südsüdwestlich der Provinzhauptstadt Cuenca. Die Fernstraße E59 (Cuenca–Pasaje) führt durch Girón. Der Río Girón, ein Zufluss des Río Jubones, entwässert das Gebiet in südwestlicher Richtung.
Die Parroquia Girón grenzt im Norden an die Parroquia Victoria del Portete (Kanton Cuenca), im Nordosten an die Parroquia Cumbe (Kanton Cuenca), im äußersten Osten an die Parroquia Jima (Kanton Sígsig), im Südosten an die Parroquia Nabón (Kanton Nabón), im Südwesten an die Parroquias Las Nieves (Kanton Nabón) und Abdón Calderón (Kanton Santa Isabel) sowie im Westen an die Parroquias San Fernando (Kanton San Fernando) und San Gerardo. 